# Saint-Louis (cuirassé)
Pour les articles homonymes, voir Saint-Louis.
Le Saint-Louis est un cuirassé d'escadre de la classe Charlemagne de la marine française en service au début du XXe siècle. Dessiné par Jules Thibaudier, directeur des Constructions navales de l'Arsenal de Brest, il est le sister-ship des cuirassés Gaulois et Charlemagne. Il fait partie des cuirassés de type Pré-Dreadnought.

## Historique
Une fois ses essais terminés, le navire effectue des manœuvres en Méditerranée, puis est affecté à l'escadre du Nord et enfin dans la 1re division de la 3e escadre. Lors d'un exercice avec d'autres bâtiments, il éperonne et coule accidentellement le sous-marin français le Vendémiaire le 8 juin 1912, tragédie qui coûte la vie aux 24 membres d'équipage du submersible. 
Par la suite, le Saint-Louis est mobilisé lors de la Première Guerre mondiale, et participe à la bataille des Dardanelles en 1915, en bombardant les côtes de l'Empire ottoman. Après la guerre, le navire est mis en réserve puis désarmé à Bizerte, avant d'être ramené en France pour servir à l'entraînement des mécaniciens et chauffeurs de l'armée à Toulon. Condamné en 1920, il sert par la suite de ponton-caserne, puis est finalement vendu pour la ferraille en 1932.

## Armement et blindage
- 2 tourelles de 2 canons 305/40 modèle 1893, à l'avant et à l'arrière
- 10 canons de 138/45 modèle 1893 en casemate, dont 8 en réduit et 2 sur le pont
- 8 canons de 100 en casemate
- 20 canons de 47 modèle 1885
- 2 tubes lance-torpilles aérien de 450 (supprimés en 1906)
- 2 tubes lance-torpilles sous-marin

Le blindage est réalisé en acier renforcé selon la méthode Harvey.
- Ceinture : 370 mm, idem pour les magasins de munitions[4]
- Pont : supérieur 80 mm, inférieur : 40 mm, idem pour les magasins
- Passerelle : 330 mm
- Tourelles principales : face 380 mm, barbette 205 mm
- Casemates : face 75 mm

## Commandants
Ci-dessous certains des commandants qui se sont succédé à la tête du navire, avec leur année de nomination à ce poste.
- 1898 : capitaine de vaisseau Gaston d'Aboville
- 1900 : capitaine de vaisseau Alphonse Lecuve
- 1902 : capitaine de vaisseau Jules Nény
- 1905 : capitaine de vaisseau Charles-Eugène Favereau
- 1909 : capitaine de vaisseau Eugène Napoléon Benoît
- 1916 : capitaine de vaisseau Marie Hippolyte Louis du Merle
- 1917 : capitaine de vaisseau Jules Félix Prouhet